# Mattias O'Nils
Mattias O'Nils, född 1969, är svensk professor i elektroniksystemkonstruktion vid Mittuniversitetet i Sundsvall där han leder forskningsprogrammet Sensible Things that Communicate (STC@MIUN). O'Nils är teknologie doktor i elektronik från KTH inom CAD-metoder för specifikation, generering och validering av interface mellan mjuk- och hårdvara i inbyggda system.
Efter disputation har Mattias O'Nils forskat inom CAD-metoder för implementering av realtidsbearbetning av video och pixelarkitekturer för energiupplöst röntgen. Sedan 2010 är han prefekt för institutionen för informationsteknologi och medier vid Mittuniversitetet.
Mattias O’Nils forskar idag inom framförallt realtidsbearbetning av video mot industriella tillämpningar, mätning med bildbaserade metoder inom massa- och papperstillämpningar samt trådlösa visuella sensornätverk för miljöövervakning.